# بهوالا-۱
بهوالا-۱ (به لاتین: Bhola-1) یک منطقهٔ مسکونی در بنگلادش است که در ناحیه بهولا واقع شده‌است.